# Pseuderipternus
Pseuderipternus är ett släkte av steklar. Pseuderipternus ingår i familjen brokparasitsteklar.
Kladogram enligt Catalogue of Life:
| Pseuderipternus | \| \| Pseuderipternus brevicauda \| \| \| \| \| \| Pseuderipternus radiolatus \| \| \| \| |
|                 | \| \| Pseuderipternus brevicauda \| \| \| \| \| \| Pseuderipternus radiolatus \| \| \| \| |
|                 | Pseuderipternus brevicauda                                                                |
|                 |                                                                                           |
|                 | Pseuderipternus radiolatus                                                                |
|                 |                                                                                           |